# 謝潑德 (明尼蘇達州)
謝潑德（英語：Shephard）是位於美國明尼蘇達州克羅溫縣達蓋特布魯克鎮區的一個非建制地區。

## 地理
謝潑德所處的海拔為高於海平面386米（即1266英呎），而該地所採用的時區為UTC-6，即北美中部時區（CST）。同時該地設有夏令時間，為UTC-6調快一小時，即UTC-5（CDT）。